# Trais-Horloff
Trais-Horloff ist ein Stadtteil von Hungen im mittelhessischen Landkreis Gießen.

## Geografische Lage
Trais-Horloff liegt südlich von Hungen. Am westlichen Ortsrand verläuft die Bundesstraße 489. Der Ort liegt zwischen dem Trais-Horloffer See, umgangssprachlich auch Inheidener See genannt und dem Oberen Knappensee. In der Nähe fließt die Horloff. Es existiert ein Haltepunkt der Bahnstrecke Gießen–Gelnhausen.
Flächenstatistik
- 1854: Gemarkungsgröße 778 Morgen, davon 502 Äcker, 239 Wiesen.[3]
- 1961: (Hektar): 324, davon 6 Wald[1]

## Geschichte

### Ortsgeschichte
Der Ort wurde zwischen 750 und 802 erstmals erwähnt, 780 im Lorscher Codex als „Hurnaffa“. 930 heißt es „in Treise.“
Trais-Horloff gehörte in der Grafschaft Solms-Laubach zum Unteramt Utphe. Das Unteramt Utphe wurde aus den „Rieddörfer“ Inheiden, Trais-Horloff und Utphe sowie Wohnbach und der Feldmark der Wüstung Feldheim gebildet.
Graf Philipp von Solms-Lich kaufte 1528 für 2.000 fl. von dem Kloster Haina dessen Hof in Utphe samt Zinsen zu Ober-Bessingen, Ettingshausen, Gonterskirchen, Laubach und Trais-Horloff.
1825 war Trais-Horloff ein Dorf mit einer rückständigen Landwirtschaft. Wie in Inheiden gab es noch immer keine Stallfütterung und keine Viehmast. Von den 296 Einwohnern lebten die meisten von der Leineweberei.
Da die beiden „Salzbrunnen“ nur einen geringen Salzgehalt hatten, waren sie zuschüttet und die dortige Saline abgerissen worden.
Trais-Horloff als Stadtteil von Hungen
Zum 31. Dezember 1970 erfolgte im Zuge der Gebietsreform in Hessen die freiwillige Eingliederung in die nahegelegene Kleinstadt Hungen. Für Trais-Horloff wurde wie für alle Stadtteile von Hungen ein Ortsbezirk eingerichtet.
Im alten Bahnhof wurde 1989 eine Projektwerkstatt eingerichtet. Am 23. Januar 2005 wurde das Jugendzentrum „JUZ“, welches sich im Kellerbereich des örtlichen Kindergartens befindet, offiziell eröffnet und wird seitdem von den Jugendlichen aus Trais-Horloff verwaltet und gepflegt.

### Verwaltungsgeschichte im Überblick
Die folgende Liste zeigt die Staaten und Verwaltungseinheiten, denen Trais-Horloff angehört(e):
- vor 1806: Heiliges Römisches Reich, Grafschaft Solms-Laubach (Anteil an der Herrschaft Münzenberg), Amt Utphe
- ab 1806: Rheinbund, Großherzogtum Hessen,[Anm. 2] Oberfürstentum Hessen, Amt Utphe (der Grafschaft Solms-Laubach)[14]
- ab 1815: Großherzogtum Hessen, Provinz Oberhessen, Amt Utphe[15] (der Grafschaft Solms-Laubach)
- ab 1820: Großherzogtum Hessen, Provinz Oberhessen, Amt Utphe[Anm. 3]
- ab 1822: Großherzogtum Hessen, Provinz Oberhessen, Landratsbezirk Hungen[16][Anm. 4]
- ab 1837: Großherzogtum Hessen, Provinz Oberhessen, Kreis Hungen
- ab 1848: Großherzogtum Hessen, Regierungsbezirk Friedberg
- ab 1852: Großherzogtum Hessen, Provinz Oberhessen, Kreis Nidda
- ab 1867: Norddeutscher Bund,[Anm. 5] Großherzogtum Hessen, Provinz Oberhessen, Kreis Nidda
- ab 1871: Deutsches Reich, Großherzogtum Hessen, Provinz Oberhessen, Kreis Nidda
- ab 1874: Deutsches Reich, Großherzogtum Hessen, Provinz Oberhessen, Kreis Gießen
- ab 1918: Deutsches Reich (Weimarer Republik), Volksstaat Hessen, Provinz Oberhessen, Kreis Gießen
- ab 1938: Deutsches Reich, Volksstaat Hessen, Landkreis Gießen[17][Anm. 6]
- ab 1945: Amerikanische Besatzungszone,[Anm. 7] Groß-Hessen, Regierungsbezirk Darmstadt, Landkreis Gießen
- ab 1946: Amerikanische Besatzungszone, Land Hessen, Regierungsbezirk Darmstadt, Landkreis Gießen
- ab 1949: Bundesrepublik Deutschland, Land Hessen, Regierungsbezirk Darmstadt, Landkreis Gießen
- Am 31. Dezember 1970 wurde Trais-Horloff als Stadtteil nach Hungen eingegliedert.
- ab 1971: Bundesrepublik Deutschland, Land Hessen, Regierungsbezirk Darmstadt, Landkreis Gießen, Stadt Hungen[Anm. 8]
- ab 1977: Bundesrepublik Deutschland, Land Hessen, Regierungsbezirk Darmstadt, Lahn-Dill-Kreis, Stadt Hungen
- ab 1979: Bundesrepublik Deutschland, Land Hessen, Regierungsbezirk Darmstadt, Landkreis Gießen, Stadt Hungen
- ab 1981: Bundesrepublik Deutschland, Land Hessen, Regierungsbezirk Gießen, Landkreis Gießen, Stadt Hungen

### Gerichte seit 1803
In der Landgrafschaft Hessen-Darmstadt wurde mit Ausführungsverordnung vom 9. Dezember 1803 das Gerichtswesen neu organisiert. Für die Provinz Oberhessen wurde das „Hofgericht Gießen“ als Gericht der zweiten Instanz eingerichtet. Die Rechtsprechung der ersten Instanz wurde durch die Ämter bzw. Standesherren vorgenommen und somit war für Trais-Horloff ab 1806 das „Patrimonialgericht der Grafen Solms-Laubach“ in Utphe zuständig.
Das Hofgericht war für normale bürgerliche Streitsachen Gericht der zweiten Instanz, für standesherrliche Familienrechtssachen und Kriminalfälle die erste Instanz. Die zweite Instanz für die Patrimonialgerichte waren die standesherrlichen Justizkanzleien. Übergeordnet war das Oberappellationsgericht Darmstadt.
Mit der Gründung des Großherzogtums Hessen 1806 wurde diese Funktion beibehalten, während die Aufgaben der ersten Instanz 1821–1822 im Rahmen der Trennung von Rechtsprechung und Verwaltung auf die neu geschaffenen Land- bzw. Stadtgerichte übergingen. Ab 1822 ließen die Grafen Solms-Laubach ihre Rechte am Gericht durch das Großherzogtum Hessen in ihrem Namen ausüben. „Landgericht Laubach“ war daher die Bezeichnung für das erstinstanzliche Gericht, das für Trais-Horloff zuständig war. Auch auf sein Recht auf die zweite Instanz, die durch die Justizkanzlei in Hungen ausgeübt wurde verzichtete der Graf 1823.
Erst infolge der Märzrevolution 1848 wurden mit dem „Gesetz über die Verhältnisse der Standesherren und adeligen Gerichtsherren“ vom 15. April 1848 die standesherrlichen Sonderrechte endgültig aufgehoben.
Mit dem 1. November 1848 wurden Utphe an den Landgerichtsbezirk Hungen abgegeben.
Anlässlich der Einführung des Gerichtsverfassungsgesetzes mit Wirkung vom 1. Oktober 1879, infolge derer die bisherigen großherzoglich hessischen Landgerichte durch Amtsgerichte an gleicher Stelle ersetzt wurden, während die neu geschaffenen Landgerichte nun als Obergerichte fungierten, kam es zur Umbenennung in „Amtsgericht Hungen“ und Zuteilung zum Bezirk des Landgerichts Gießen.
Am 1. Juni 1934 wurde das Amtsgericht Hungen aufgelöst und Trais-Horloff dem Amtsgericht Nidda zugeteilt.
Zum 1. Januar 2012 wurde das Amtsgericht Nidda gemäß Beschluss des hessischen Landtags aufgelöst und Trais-Horloff dem Amtsgericht Büdingen zugeteilt.
Die übergeordneten Instanzen sind jetzt, das Landgericht Gießen, das Oberlandesgericht Frankfurt am Main sowie der Bundesgerichtshof als letzte Instanz.

### Bodenschätze

#### Torfstich
1837 wurde die Gewinnung von Torf durch den Grafen von Solms-Laubach freigegeben.

#### Mineralbrunnen und Mofetten
1854 gab es in der Gemarkung einen Mineralbrunnen und „mehrere Mofetten oder Erdlöcher, aus denen tödliches Gas strömt.“

#### Die Braunkohle und ihre industrielle Nutzung
Der Gründerboom der Gründerzeit bewirkte, dass rasch die Wetterauer Braunkohlenvorkommen im Tiefbau erschlossen wurden. 1875 eröffnete man die Grube Friedrich bei Trais-Horloff. Eine Brikettfabrik wurde 1883 und eine Schwelerei 1898 in Betrieb genommen, aber schon 1903 schloss man wieder die Schwelerei.
1879 wurde auf der Grube Friedrich eine Krankenkasse gegründet, die von 1880 bis 1888 als Kasse des Hessisch-Rheinischen Bergbauvereins firmierte. Anschließend hieß sie Kasse der Braunkohlengruben und Brikettfabrik Friedrich und bevor sie in der Reichsknappschaft aufging, Gewerkschaft Friedrich zu Hungen.
Im Presshaus der Brikettierfabrik entstand am 17. Juni 1902 gegen 20 Uhr eine gewaltige Kohlenstaubexplosion. Das Gebäude und die Kohlenvorräte brannten nieder. Die sieben Arbeiter, die dort beschäftigt waren, wurden alle schwer verletzt, vier starben an den Verletzungen, darunter zwei Männer aus Berstadt. Das Feuer der brennenden Briketts konnte man wochenlang beobachten. Ein neues Verfahren zur Produktion der Formklötze, die Nasspresstechnik, wurde im neuen Werk für Nasspresssteine in Wölfersheim 1904 angewendet, die Brikettfabrik in Trais-Horloff geschlossen.
Der erste Tagebau in der Wetterau wurde 1912 in Trais-Horloff von der Stadt Frankfurt am Main eröffnet, 1920 von den Gaswerken Frankfurt übernommen. Im Sommer 1924 wurden Kohleförderung und Brikettfabrikation eingestellt.
Im Mai 1927 schloss sich der Volksstaat Hessen mit der Stadt Frankfurt in dem Unternehmen „Braunkohlen-Schwelkraftwerk Hessen-Frankfurt“ (HEFRAG) zusammen, um das Kraftwerk Wölfersheim gemeinsam zu führen. Gleichzeitig plante die Stadt Frankfurt am Main den Bau eines eigenen Schwelkraftwerks in Trais-Horloff. In Wölfersheim wurde im März 1929 ein Schwelkraftwerk eröffnet. Die unterschiedlichen Interessen führten zum Ende der HEFRAG am 31. Dezember 1929, die am 1. Januar 1930 von der Preußischen Elektrizitäts AG (PREAG) übernommen wurde. Der Bergbau und das Schwelkraftwerk in Trais-Horloff wurden stillgelegt, aber die komplette Belegschaft von der Preußischen Elektrizitätsgesellschaft übernommen.
Die Autarkiepolitik des Dritten Reichs führte zur Wiederaufnahme des Kohlenabbaus in Trais-Horloff im Sommer 1938, dieses Mal im Tagebau. Der Abraum erfolgte mit einem Eimerkettenbagger. Die Braunkohle wurde mit einer Grubenbahn durch die Gemarkung Berstadt über den Römerschacht nach Wölfersheim gefahren. Die Grubenbahn hatte eine Spurweite von 900 mm.
In der Phase des Neubeginns nach dem Zweiten Weltkrieg wurde die Kohle für das Elektrizitätskraftwerk Wölfersheim aus dem Tagebau Trais-Horloff, sowie den Gruben Römerschacht, Heuchelheim und Weckesheim gewonnen. 47 % der Produktion stammten aus dem Tagebau Trais-Horloff. Bis zum Jahre 1950 wurden 2,21 Millionen Tonnen Braunkohle in Trais-Horloff abgebaut.
Vom Ende des 19. Jahrhunderts bis zum Jahre 1950 wurde Braunkohle in der Grube Friedrich abgebaut. Aus den verbliebenen Tagebaurestlöchern entstanden der Inheidener/Trais-Horloffer See mit einer Wasserfläche von 35 Hektar und der Untere Knappensee, mit 31 Hektar Wasserfläche sowie Obere Knappensee mit 37 Hektar Wasserfläche, beides Restlöcher des Tagebaus IV.
Die Renaturierungsmaßnahmen erfolgten am Trais-Horloffer See und der Abraumhalde Trais-Horloff, Anlegen einer Feldholzinsel, nach 1950, für den Unteren Knappensee 1982/85, für den Oberen Knappensee 1984/86.

## Bevölkerung

### Einwohnerstruktur 2011
Nach den Erhebungen des Zensus 2011 lebten am Stichtag dem 9. Mai 2011 in Trais-Horloff 546 Einwohner. Darunter waren 12 (2,2 %) Ausländer. Nach dem Lebensalter waren 96 Einwohner unter 18 Jahren, 113 zwischen 18 und 49, 117 zwischen 50 und 64 und 120 Einwohner waren älter. Die Einwohner lebten in 222 Haushalten. Davon waren 51 Singlehaushalte, 69 Paare ohne Kinder und 75 Paare mit Kindern, sowie 21 Alleinerziehende und 6 Wohngemeinschaften. In 54 Haushalten lebten ausschließlich Senioren und in 129 Haushaltungen lebten keine Senioren.

### Einwohnerentwicklung
| • 1631: | 32 Untertanen, 4 Witwen |

| Trais-Horloff: Einwohnerzahlen von 1830 bis 2020 | Trais-Horloff: Einwohnerzahlen von 1830 bis 2020 | Trais-Horloff: Einwohnerzahlen von 1830 bis 2020 | Trais-Horloff: Einwohnerzahlen von 1830 bis 2020 | Trais-Horloff: Einwohnerzahlen von 1830 bis 2020 |
| --- | ------------------------------------------------ | ------------------------------------------------ | ------------------------------------------------ | ------------------------------------------------ |
| Jahr |                                                  |                                                  |                                                  | Einwohner                                        |
| 1830 | 1830                                             |                                                  | 272                                              | 272                                              |
| 1834 | 1834                                             |                                                  | 288                                              | 288                                              |
| 1840 | 1840                                             |                                                  | 299                                              | 299                                              |
| 1846 | 1846                                             |                                                  | 273                                              | 273                                              |
| 1852 | 1852                                             |                                                  | 289                                              | 289                                              |
| 1858 | 1858                                             |                                                  | 253                                              | 253                                              |
| 1864 | 1864                                             |                                                  | 264                                              | 264                                              |
| 1871 | 1871                                             |                                                  | 259                                              | 259                                              |
| 1875 | 1875                                             |                                                  | 252                                              | 252                                              |
| 1885 | 1885                                             |                                                  | 282                                              | 282                                              |
| 1895 | 1895                                             |                                                  | 339                                              | 339                                              |
| 1905 | 1905                                             |                                                  | 512                                              | 512                                              |
| 1910 | 1910                                             |                                                  | 533                                              | 533                                              |
| 1925 | 1925                                             |                                                  | 460                                              | 460                                              |
| 1939 | 1939                                             |                                                  | 430                                              | 430                                              |
| 1946 | 1946                                             |                                                  | 695                                              | 695                                              |
| 1950 | 1950                                             |                                                  | 724                                              | 724                                              |
| 1956 | 1956                                             |                                                  | 663                                              | 663                                              |
| 1961 | 1961                                             |                                                  | 649                                              | 649                                              |
| 1967 | 1967                                             |                                                  | 586                                              | 586                                              |
| 1971 | 1971                                             |                                                  | 606                                              | 606                                              |
| 1987 | 1987                                             |                                                  | 551                                              | 551                                              |
| 1991 | 1991                                             |                                                  | 586                                              | 586                                              |
| 2000 | 2000                                             |                                                  | 593                                              | 593                                              |
| 2005 | 2005                                             |                                                  | 574                                              | 574                                              |
| 2011 | 2011                                             |                                                  | 555                                              | 555                                              |
| 2015 | 2015                                             |                                                  | 568                                              | 568                                              |
| 2020 | 2020                                             |                                                  | 597                                              | 597                                              |
| Datenquelle: Historisches Gemeindeverzeichnis für Hessen: Die Bevölkerung der Gemeinden 1834 bis 1967. Wiesbaden: Hessisches Statistisches Landesamt, 1968. Weitere Quellen: ; nach 1970 Stadt Hungen; Zensus 2011 |                                                  |                                                  |                                                  |                                                  |

### Historische  Religionszugehörigkeit
| • 1830: | 272 evangelische Einwohner                          |
| • 1961: | 494 evangelische, 140 römisch-katholische Einwohner |

### Historische Erwerbstätigkeit
| • 1961: | Erwerbspersonen: 50 Land- u. Forstwirtschaft, 163 Prod. Gewerbe, 30 Handel, Verkehr u. Nachrichtenübermittlung, 44 Dienstleistung und Sonstiges. |

## Politik
Für den Stadtteil Trais-Horloff besteht ein Ortsbezirk (Gebiete der ehemaligen Gemeinde Trais-Horloff) mit Ortsbeirat und Ortsvorsteher nach der Hessischen Gemeindeordnung.
Der Ortsbeirat besteht aus fünf Mitgliedern. Bei den Kommunalwahlen in Hessen 2021 betrug die Wahlbeteiligung zum Ortsbeirat 58,94 %. Dabei wurden gewählt: zwei Mitglieder der SPD und drei Mitglieder der „Freien Wähler Hungen“ (FW). Der Ortsbeirat wählte Kerstin Kubon (FW) zur Ortsvorsteherin.

## Kirche
Die Evangelische Kirche in Trais-Horloff geht im Kern auf das 14. Jahrhundert zurück, der Turm entstand 1740.
Die Reformation wurde nach 1544 eingeführt. Zur ev.-luth. Kirchengemeinde Trais-Horloff gehören neben Trais-Horloff auch die Ortschaften Utphe und Inheiden.
Nach dem Krieg diente die Kirche St. Thomas (Trais-Horloff) vorübergehend der katholischen Gemeinde.

## Persönlichkeiten

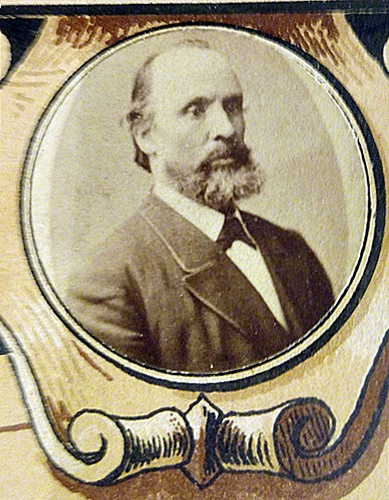
Heinrich Konrad Schneider, Agrarwissenschaftler, um 1875

- Philipp Ludwig Ernst Mosebach, genannt „Jäger-Philipp“, (1770–1799), ältester Sohn des dortigen Pfarrers Philipp Wilhelm Mosbach
- Theodor Kolb (1811–1881), Richter und Politiker, Abgeordneter der 2. Kammer der Landstände des Großherzogtums Hessen
- Heinrich Konrad Schneider (1828–1898), Pädagoge sowie Gründer und Leiter der „Akademie für Bierbrauer und Landwirte“ in Worms
- Ottmar Palmer (1873–1964), lutherischer Pfarrer